# Anwil (gmina)
Anwil (gsw. Ammel) – gmina (niem. Einwohnergemeinde) w północnej Szwajcarii, w kantonie Bazylea-Okręg, w okręgu Sissach. 31 grudnia 2020 roku liczyła 542 mieszkańców. Przez teren gminy przebiega droga główna nr 309.  